# Preitenegg
Preitenegg è un comune austriaco di 957 abitanti nel distretto di Wolfsberg, in Carinzia.